# Andrzej Rozhin
Andrzej Rozhin (ur. 4 maja 1940 we Lwowie, zm. 17 listopada 2022 w Warszawie) – polski reżyser teatralny, aktor, scenarzysta, dyrektor teatrów i festiwali teatralnych.

## Życiorys

### Student i aktor
Studiował w Państwowej Wyższej Szkole Teatralnej w Krakowie i na Uniwersytecie Marii Curie Skłodowskiej w Lublinie, gdzie w 1961 założył teatr Gong 7/30, mający stać się później jednym z najważniejszych teatrów studenckich lat 60. i 70. Teatr GONG-2 powstał pod nazwą „”, a Rozhin był jego kierownikiem artystycznym, reżyserem, autorem spektakli i aktorem. We wrześniu 1965 „Gong 7/30” przekształcił się w Akademicki Teatr GONG-2. Rozhin zrealizował w teatrze ponad 30 przedstawień, m.in. Pieśni i songi Pana Brechta, prapremierę światową dramatu Daniela Charmsa Elżbieta Bam, Wietnam ukrzyżowany, Dialog na Święto Narodzenia a.d. 1647, Testament Francois Villona, Everymana, a także sztuki Różewicza, Brylla, Grochowiaka i inne.
Równolegle w latach 1961–1967 był aktorem Teatru im. H.Ch. Andersena w Lublinie, gdzie zadebiutował jako reżyser w teatrze profesjonalnym sztuką St. Lema Eden (1979). W latach 1965–1974 organizował w Lublinie Festiwal Młodej Kultury – Studencką Wiosnę Teatralną, której kontynuacją była Lubelska Wiosna Teatralna, którą kierował w latach 1985–1993.
Po zakończeniu działalności w Gong-2 wyjechał do Gorzowa Wielkopolskiego, gdzie objął dyrekcję w Teatrze im. Juliusza Osterwy. W latach 1974–1993 jako dyrektor i kierownik artystyczny zarządzał wieloma teatrami w Polsce: Teatrem im. Stefana Jaracza w Olsztynie, Teatrem im. Juliusza Słowackiego w Koszalinie, Teatrem Polskim w Szczecinie oraz Teatrem im. Juliusza Osterwy w Lublinie, gdzie odniósł największe sukcesy artystyczne i frekwencyjne.

### Członek Rady Kultury przy Ministrze Kultury (minister urzędujący: Izabella Cywińska)
W 1964 został członkiem rzeczywistym SPATiF – ZASP. Od 1996 działał w ZASP. W latach 1997–1999 był wiceprzewodniczącym Koła Aktorów Niezależnych przy Oddziale Warszawskim ZASP, zabiegał o utworzenie Teatru ZASP. Był przewodniczącym Sądu Koleżeńskiego Oddziału Warszawskiego ZASP oraz członkiem Zarządu Sekcji Dramatu. Na 47. Zjeździe ZASP został wybrany do Zarządu Głównego ZASP, którego członkiem był w latach 2002-2006. Od 2007 był członkiem Rady Programowej ZASP. Pełnomocnik Prezesa ZASP ds. Raportu o stanie polskiego teatru, którego jest inicjatorem i współautorem oraz organizatorem I Forum Teatr Jutra (Teatr Narodowy 04.2004). Był redaktorem książki prezentującej dyskusje i referaty I Forum Teatr Jutra, organizatorem i współautorem wystawy fotograficznej Twarze ZASP(2006), inicjatorem reaktywowania Sekcji Dyrektorów ZASP, organizatorem spotkania dyrektorów polskich teatrów (2006) i pełnomocnikiem Prezesa ds. jubileuszu 90-lecia ZASP.
Był współautorem, wraz z córką Aleksandrą, monografii Teatru Gong-2 Akademicki Teatr GONG 2. Spojrzenie w przeszłość Wyd. UMCS 2005.
Autor projektu, redaktor, współautor, producent wydawnictwa jubileuszowego Artyści sceny polskiej w ZASP 1918-2008: 90 lat Związku Artystów Scen Polskich: księga jubileuszowa (wyd. ZASP 2008) oraz Suplementu do księgi jubileuszowej (2010).

## Twórczość
W sumie wyreżyserował ponad 180 realizacji w teatrach polskich i zagranicznych. W jego teatrach debiutowało wielu polskich artystów, m.in. Agnieszka Holland (Emigranci Sł. Mrożka), Bohdan Cybulski (Akt przerywany T.Różewicza), Feliks Falk, Marcin Jarnuszkiewicz, Joanna Pielat-Rusinkiewicz, Laco Adamik, Michał Bajor, Piotr Rubik, Bogusław Linda, Leon Barański i inni.
Jako reżyser teatru dramatycznego zadebiutował w Teatrze Wybrzeże (Gdańsk) sztuką Tadeusza Różewicza Kartoteka (1970). W kolejnych latach często powracał do twórczości Różewicza (Spojrzenia, czyli przygotowanie do wieczoru autorskiego, Teatr niekonsekwencji Warszawa 1978, Białe małżeństwo Olsztyn 1976, Lublin 1988, Węgry 1989, Warszawa 1996).
Uprawiał różne gatunki dramatyczne (komedia, dramat, musical, opera). Był inscenizatorem wielkich widowisk teatralnych, doskonale czuje muzykę i ruch w teatrze. Realizował repertuar m.in. sztuki Szekspira, Słowackiego, Wyspiańskiego, Bogusławskiego, Fredry, ale także z wielkimi sukcesami repertuar musicalowy. Kilkakrotnie reżyserował Operę za trzy grosze Brechta i Mutter Courage. Wprowadził na polskie sceny musicale O Podlas Gabora Pressera i Braci krwi Willy’ego Russela. Reżyserował Człowieka z La Manchy i Betleem Polskie w wersji operowej.
Zrealizował wiele tytułów w teatrach słowackich (m.in. Presov, Zvolen, Bańska Bystrzyca, Spiska Nowa Wieś), na Węgrzech (Debrecen, Eger, Budapeszt). Był reżyserem przedstawień w Teatrze TV. Wprowadził na polskie sceny wiele sztuk, m.in. Equus Shaffera, Edukację Rity W. Russela, Dekoratora i Chwile słabości D. Churchilla, Beauty and the Best Boswella, ale także sztuki Williamsona, Cooneya, Toma Kempinskiego, Colline Serreau, Mortimera i Cooke’a, N. Erdmana (Mandat, Samobójca), Wampiłowa czy Gelmana. Wielokrotnie reżyserował sztuki polskich autorów (m.in. M. Choromański, W. Gombrowicz, St. Mrożek, Wł. Terlecki, E. Redliński, K. Orłoś, St. Tym. St. Dejczer). Z prapremier warto wymienić m.in. prapremierę polskiego musicalu Cyrano E. Brylla i P. Rubika (Warszawa), Obrażonych E. Lachnitt, Wodza R.M. Grońskiego w Teatrze Polskiego Radia, Cara Samozwańca Adolfa Nowaczyńskiego, Warunek E. Rylskiego, widowisko Sny, Imaginacje, Idee St. Wyspiańskiego. Reżyserował wielkie widowiska plenerowe i galowe (150-lecie Banku Handlowego w Warszawie, 400-lecie Warszawy, Festiwal Kraków 2000, FAMA i inne).
Tworzył przedstawienia z wybitnymi polskimi aktorami m.in. Tadeuszem Łomnickim, Janem Świderskim, Ireną Kwiatkowską, Marianem Kociniakiem, Czesławem Wołłejką, Andrzejem Kopiczyńskim, Pawłem Wawrzeckim, Wojciechem Pokorą, Krzysztofem Globiszem, Krystyną Jandą, Michałem Bajorem, Grażyną Barszczewską, Jerzym Kamasem, Henrykiem Machalicą, Małgorzatą Foremniak, Jerzym Bończakiem, Ewą Wencel, Ewą Ziętek, Ewą Kasprzyk, Teresą Lipowską, Barbarą Rylską, Pawłem Małaszyńskim i wieloma innymi.
Jego przedstawienia zdobywały liczne nagrody na festiwalach krajowych i zagranicznych, m.in. we Wrocławiu, Łodzi, Warszawie, Opolu, Nancy, Parmie, Zagrzebiu, Schersbergu, Budapeszcie, Toruniu, Bratysławie, Zvoleniu i innych.
W ostatnich sezonach zrealizował m.in. prapremierę sztuki Liz Lochhead Perfect days w Teatrze Kwadrat w Warszawie (prem. 16.03.2007), Piękną i bestię Laurence’a Boswella w Teatrze im. Al. hr. Fredry w Gnieźnie (prem. 1.06.2007); operetkę Carla Zellera Ptasznik z Tyrolu w Teatrze Muzycznym w Lublinie (prem. 27.10.2007), prapremierę sztuki Marcina Szczygielskiego Berek, czyli Upiór w moherze w Teatrze Kwadrat w Warszawie (prem. 13.12.2008), Zemstę Fredry w Teatrze J.Osterwy w Gorzowie (prem. 27.03.2009) oraz sztukę N. Ephron Kiedy Harry poznał Sally w Teatrze Kwadrat (prem. 10.05.2010).
W 2011 obchodził 50-lecie pracy artystycznej. 27 marca 2011 w Teatrze Powszechnym im. Jana Kochanowskiego w Radomiu odbyła się premiera sztuki Brat naszego Boga na podstawie dramatu Karola Wojtyły w reżyserii Rozhina. Premierze spektaklu towarzyszyła promocja książki Wybrałem teatr, dokumentującej półwiecze działalności artystycznej Rozhina.

## Odznaczenia i nagrody
Za swoją działalność otrzymał liczne odznaczenia państwowe, regionalne i ministerialne, m.in.: Złoty Krzyż Zasługi, Krzyż Kawalerski Orderu Odrodzenia Polski, Srebrny Medal „Zasłużony Kulturze Gloria Artis”.
- 1965 – Zasłużony dla Kultury Studenckiej, Rada Naczelna ZSP
- 1968 – Srebrna Odznaka „Zasłużony dla Uniwersytetu Marii Curie Skłodowskiej w Lublinie”
- 1969 – Odznaka „Zasłużony Działacz Kultury”
- 1970 – Za Zasługi dla Ruchu Amatorskiego, CPARA - Warszawa
- 1970 – Złota Odznaka Zrzeszenia Studentów Polskich
- 1971 – Medal „Za Zasługi dla Kultury Studenckiej 1951-1971” – RN ZSP
- 1971 – Odznaka „XX Lat Zrzeszenia Studentów Polskich”
- 1972 – Nagroda Indywidualna Ministra Nauki, Szkolnictwa Wyższego i Techniki – za rok 1972 - III stopnia
- 1974 – Złota Odznaka „Zasłużony Dla UMCS”
- 1974 – Złota Odznaka im. Janka Krasickiego
- 1974 – Medal „Nauka W Służbie Ludu” za zasługi dla Uniwersytetu nadany Uchwałą Senatu 23 grudnia 1974
- 1974 – Medal XX lat UMCS - Zasłużony dla UMCS
- 1975 – Odznaczenie „Gryf Szczeciński” – Za Zasługi dla Województwa Szczecińskiego
- 1976 – Złota Odznaka Honorowa „Za Zasługi dla Województwa Gorzowskiego”
- 1979 – Złota Odznaka Honorowa „Za Zasługi dla Województwa Koszalińskiego”
- 1979 – Nagroda Wojewody Koszalińskiego za rok 1979
- 1986 – Srebrna Honorowa Odznaka Zasłużonemu dla Lublina – 5 lutego 1986
- 1987 – Nagroda Prezydenta Miasta Lublina
- 1988 – Nagroda Artystyczna Miasta Lublina za Sezon 1988/89
- 1988 – Nagroda Wojewódzkiej Rady Narodowej Za Wybitne Osiągnięcia w Dziedzinie Kultury
- 1989 – Złoty Krzyż Zasługi
- 1990 – Złota Odznaka „Zasłużony dla Województwa Lubelskiego”
- 1990 – Wojewódzka Nagroda Teatralna
- 1991 – Złota Odznaka Honorowa „Zasłużony dla Lublina”
- 2002 – Krzyż Kawalerski Orderu Odrodzenia Polski
- 2003 – Złota Odznaka FAMA 2003 (Festiwal Artystyczny Młodzieży Akademickiej)
- 2008 – Srebrny Medal „Zasłużony Kulturze Gloria Artis”[6]